# Eurycea nana
Eurycea nana är en groddjursart som beskrevs av Bishop 1941. Eurycea nana ingår i släktet Eurycea och familjen lunglösa salamandrar. IUCN kategoriserar arten globalt som sårbar. Inga underarter finns listade i Catalogue of Life.